# Gurasada
Gurasada (en hongrois : Guraszáda, en allemand : Zaadt) est une commune du Județ de Hunedoara en Transylvanie, (Roumanie).